# Carl Claus (militär)
Carl Anders Claus, född 23 februari 1882 i Malmö Sankt Petri församling i Malmöhus län, död 25 maj 1963 i Karlskrona amiralitetsförsamling i Blekinge län, var en svensk militär.

## Biografi
Efter studentexamen i Stockholm 1900 avlade Claus marinofficersexamen vid Kungliga Sjökrigsskolan 1902 och utnämndes samma år till underlöjtnant vid Vaxholms kustartilleriregemente. Han befordrades till löjtnant 1905. Åren 1906–1908 studerade han vid Kungliga Sjökrigshögskolan och därefter var han under fem år regementsadjutant. Han var därefter lärare i kustfästningslära vid Kungliga Sjökrigshögskolan 1914–1923 och adjutant vid chefen för kustartilleriets stab 1914–1916 samt befordrades till kapten 1915. Åren 1916–1917 var han adjutant vid Marinstaben, varpå han var adjutant vid Sjöförsvarsdepartementets kommandoexpedition 1917–1923 (från 1920 Sjöförsvarets kommandoexpedition). Han var sekreterare i Marinberedningen 1920–1921, sekreterare i Förvarsrevisionen 1921–1923 och sekreterare i Försvarsutskottet 1924–1925. År 1924 utnämndes han till adjutant hos Gustaf V och samma år blev han adjutant vid kommendantsstaben i Karlskrona fästning, där han sedan 1926 befordrades till major och var stabschef vid kommendantsstaben 1926–1933 och 1935. Han befordrades till överstelöjtnant 1929. Åren 1933–1935 var han bataljonschef vid Karlskrona kustartilleriregemente. Han beviljades avsked 1935 och utnämndes då till överste i marinen. Åren 1935–1951 var han överadjutant hos Gustaf V. Han inkallades i krigsmaktens tjänst 1939 och var 1940–1941 tjänsteförrättande chef för Karlskrona kustartilleriregemente och tjänsteförrättande artilleribefälhavare i Karlskrona fästning. När han lämnade dessa tjänster 1941 utnämndes han till överste i kustartilleriets reserv.
Under nästan trettio års tid hade Claus olika uppdrag i Karlskrona kommun, bland annat ledamot av stadsfullmäktige 1931–1953, ledamot av Blekinge läns landsting 1937–1938, ledamot av Drätselkammaren 1940–1954, ledamot av Affärsverksstyrelsen 1938–1953 (varav 1941–1953 som ordförande) och som chef för Kommunala byrån för näringslivets främjande 1936–1952. Därefter var han föredragandet i Industrirådet under sex år. ”Hans insats är framför allt knuten till sistnämnda båda uppdrag och det torde icke vara någon överdrift att säga, att det uppsving, som  på 1940- och 1950-talen skedde inom näringslivet i Karlskrona, till stor del kan tillskrivas hans förutseende och hans energiska arbete.” Han var ordförande i styrelsen för den kommunala flickskolan 1935–1955.
Carl Claus invaldes 1926 som ledamot av Kungliga Örlogsmannasällskapet och 1932 som ledamot av Kungliga Krigsvetenskapsakademien.